# Drag Race Holland
Drag Race Holland is een Nederlandse televisieserie. Het was een spin-off van het Amerikaanse televisieprogramma RuPaul’s Drag Race. De serie was de tweede niet-Engelstalige variant na de Thaise versie, en zou net zoals zijn Canadese en Thaise tegenhangers een lokale presentator krijgen. Op 14 augustus 2020 werd bekendgemaakt dat de presentator van de Nederlandse serie Fred van Leer zou worden en dat de serie in première zou gaan op 18 september 2020. Naast Van Leer was Nikkie Plessen te zien als vaste jurylid in het eerste seizoen en Marieke Samallo, oprichter van Milkshake Festival, in het tweede seizoen. De serie was in Nederland te zien via Videoland en internationaal via de streamingdienst WOW Presents Plus.
In februari 2021 werd de casting voor het tweede seizoen aangekondigd, dat van start ging op 6 augustus dat jaar en eindigde op 24 september.
Drag Race Holland introduceerde de eerste Peruviaanse deelnemer van de franchise, Envy Peru, de eerste bebaarde deelnemer van de franchise, Madame Madness, en de eerste Braziliaanse deelnemer van de franchise, Abby OMG. Daarnaast is dit de eerste niet-Engelstalige variant waar RuPaul in verscheen.

## Opzet
Het programma is qua opzet vrijwel identiek aan de Amerikaanse variant. Iedere aflevering kondigt presentator Fred van Leer een hoofduitdaging aan (vaak aangeduid als 'maxi challenge' naar Amerikaans voorbeeld) aan de deelnemers. De uitdaging valt binnen het brede bereik van drag, zoals een acteeruitdaging of kleding ontwerpen. Optioneel vindt er ook nog een mini-uitdaging plaats voor de hoofduitdaging, waarin deelnemers een voordeel voor in de hoofduitdaging kunnen behalen. De mini-uitdagingen hebben eerder een amuserend dan competitief karakter.
Na het uitvoeren van de hoofduitdaging lopen de deelnemers de catwalk in een categorie die voor die week bepaald is. Daarna wijst de jury de best en slechtst presterende deelnemers van die week aan op basis van zowel het resultaat van de hoofduitdaging als hun outfit op de catwalk. Nadat de jury hun feedback aan deze hebben gegeven, wordt de winnaar van de week, die doorgaans een prijs wint, en de twee slechtst presterende deelnemers van de week uitgeroepen.
Aan het eind van iedere aflevering strijden de twee slechtst presterende deelnemers tegen elkaar in de playbackronde ('de lip sync', ook wel dramatisch aangeduid als 'Lip Sync for Your Life'). De deelnemer die de meest entertainende playbackuitvoering geeft, gaat door naar de volgende aflevering, terwijl de andere deelnemer geëlimineerd wordt. Dit format wordt iedere aflevering herhaald tot er 3 à 4 deelnemers overblijven in de finale, waarna de winnaar van het seizoen bekend wordt gemaakt.

## Jurering

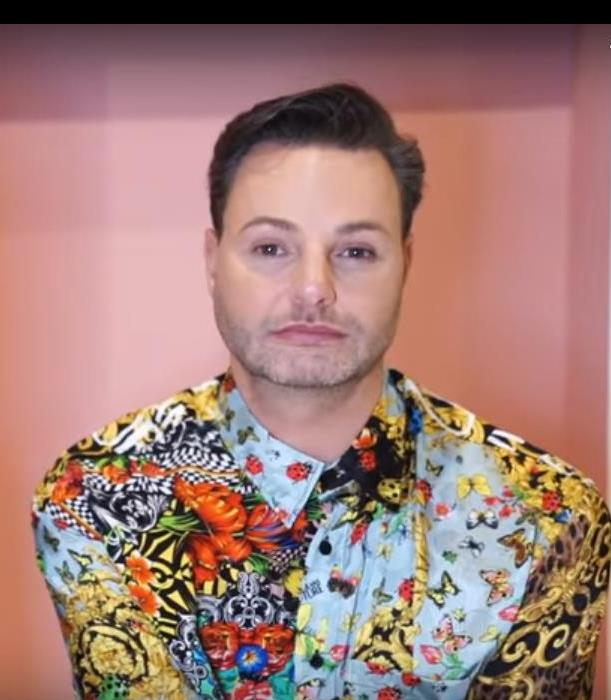
Fred van Leer is zowel de presentator als het hoofd van de jury van Drag Race Holland en fungeert daarmee net zoals RuPaul in de Amerikaanse versie.

| Jurylid         | Seizoen      | Seizoen      |
| Jurylid         | 1            | 2            |
| --------------- | ------------ | ------------ |
| Fred van Leer   | Vast jurylid | Vast jurylid |
| Nikkie Plessen  | Vast jurylid |              |
| Marieke Samallo |              | Vast jurylid |
| Carlo Boszhard  | Gast jurylid | Vast jurylid |
| Raven van Dorst | Gast jurylid | Vast jurylid |

## Overzicht van de seizoenen
| Seizoen | Eerste aflevering | Laatste aflevering | Winnaar             | Tweede plek    | Overige finalist(en)       | Miss Congeniality | Aantal deelnemers | Prijs |
| ------- | ----------------- | ------------------ | ------------------- | -------------- | -------------------------- | ----------------- | ----------------- | --- |

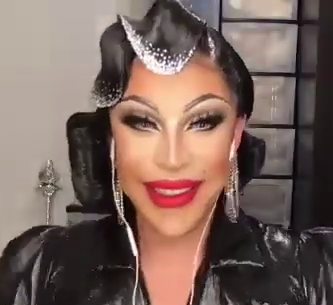
Winnaar van het eerste seizoen van Drag Race Holland, Envy Peru

| 1       | 18 september 2020 | 6 november 2020    | Envy Peru           | Janey Jacké    | Ma'Ma Queen, Miss Abby Omg | Ma'Ma Queen       | 10                | - Een kroon, collier en scepter van Fierce Drag Jewels - Een covershoot voor Cosmopolitan - Een jurk t.w.v. € 18.000 van Claes Iversen        |
| 2       | 6 augustus 2021   | 24 september 2021  | Vanessa van Cartier | My Little Puny | Vivaldi                    | Tabitha           | 10                | - Een kroon en scepter van Fierce Drag Jewels - Een beauty-editorial in Cosmopolitan - € 15.000 - Een eigen podium op Milkshake Festival 2022 |

### Seizoen 1
Het eerste seizoen van Drag Race Holland begon op 18 september 2020 met tien deelnemers uit Nederland en België. Fred van Leer en Nikkie Plessen zijn de vaste jury en worden regelmatig aangevuld door Claes Iversen, Sanne Wallis de Vries, Roxeanne Hazes en Nikkie de Jager.

### Seizoen 2
Het tweede seizoen van Drag Race Holland ging van start op 6 augustus 2021 en zag tien nieuwe deelnemers. Marieke Samallo vervangt dit seizoen Nikkie Plessen als vast jurylid naast Fred van Leer.